# 岩倉車站 (京都府)
35°4′16.66″N 135°47′11.90″E / 35.0712944°N 135.7866389°E

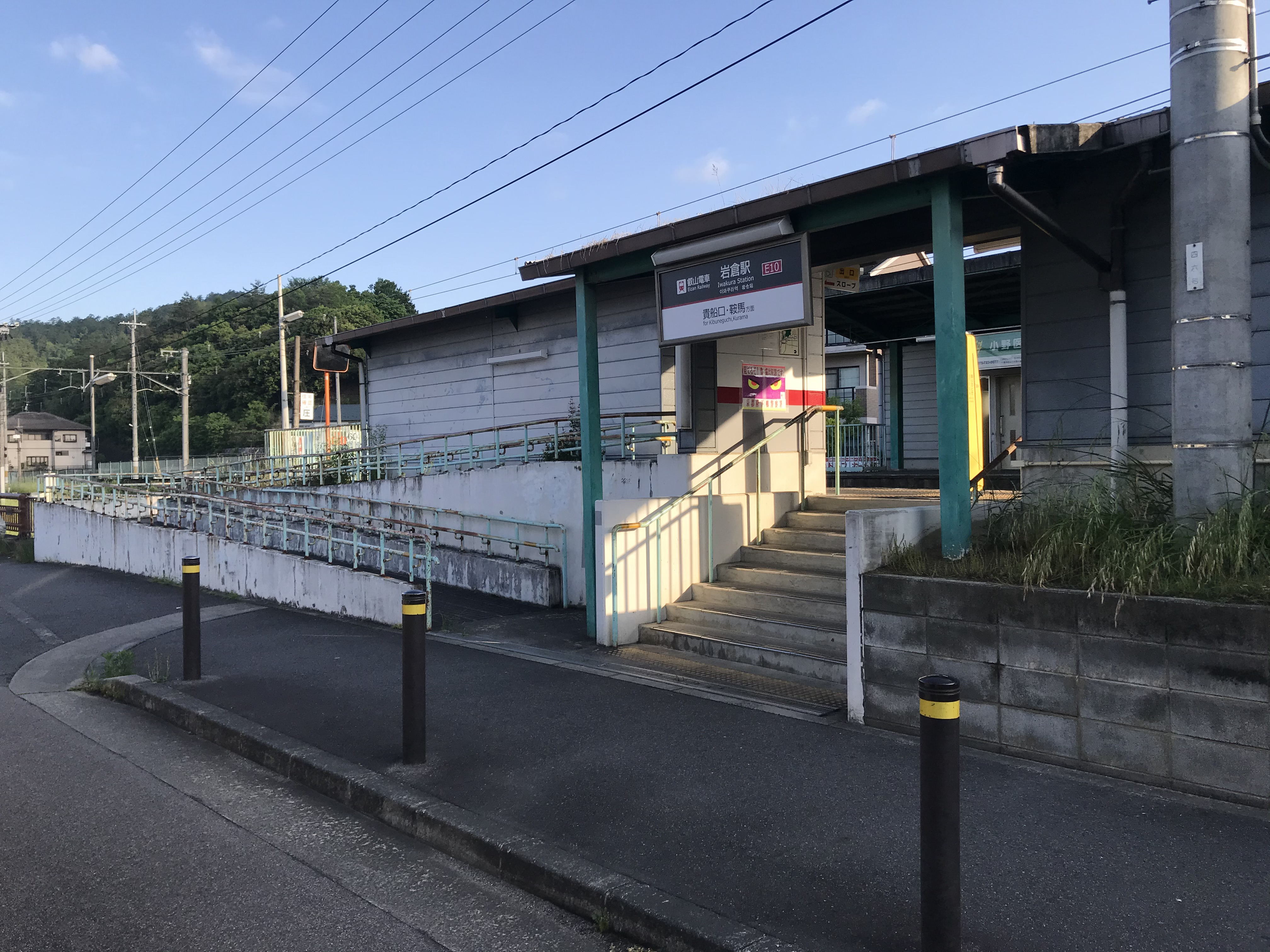
往鞍馬方向的月台出入口(2020年5月)

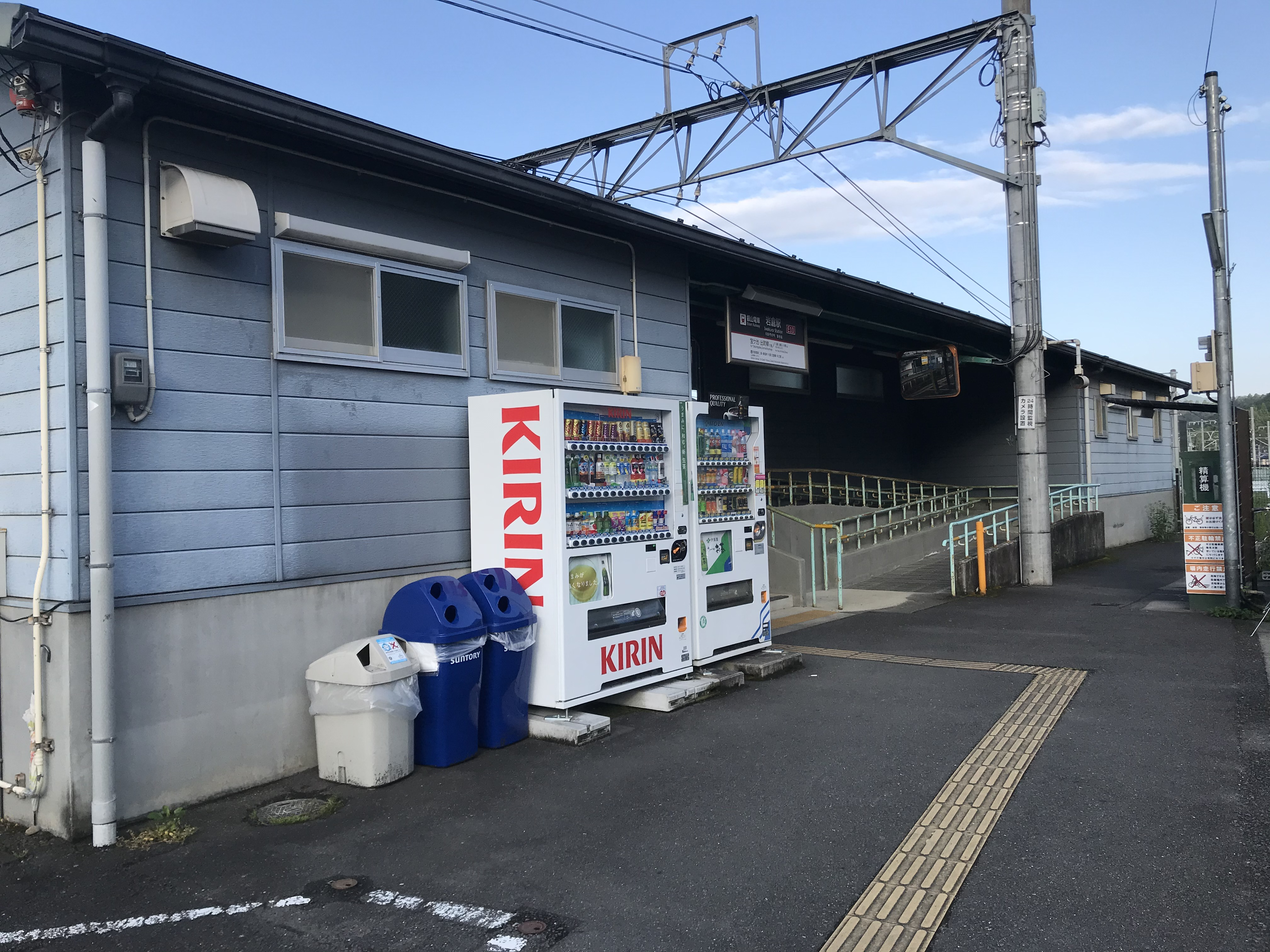
往寶池方向的月台出入口(2020年5月)

岩倉車站（日语：／ Iwakura eki */?）是位於日本京都市左京區的叡山電鐵鞍馬線的車站。車站編號為E10。

## 車站結構
擁有相對式月台2面2線。月台各自都有出入口，而且設有斜坡。雖然是無人車站，但在往出町柳車站方向的月台有自動售票機和公用廁所。除了自動售票機於平日07:00至17:00間運作，於週六、假日09:00至17:00間運作之外，平日的07:00至09:00間有配置站務員來接受定期車票的預約。月台幾乎全部都被遮蓬隆罩住。車站的出町柳側有府道的平交道連接著兩個月台。
本站的結構在以前和其他的車站一樣，需從府道的平交道使用階梯進出，但由在2006年車站隔壁開設了京都市岩倉地域包括支援中心，需要無障礙化，因此改建成了現在的結構。

### 月台配置
| 路線   | 方向 | 目的地             |
| ------ | ---- | ------------------ |
| 鞍馬線 | 上行 | 寶池、出町柳方向   |
| 鞍馬線 | 下行 | 二軒茶屋、鞍馬方向 |

## 車站周邊
岩倉車站位於住宅區（由於岩倉地區是「市街化調整區域」，沒辦法大規模開發高層大廈等建築，因此以獨立住宅和低層公寓為主），面向京都府道106號神山岩倉停車場線。離京都市營地下鐵烏丸線國際會館車站雖然有接近一公里，但由於徒步也能前往，在出口處有標記「往地下鐵國際會館車站」的指示。但是實際上在兩個車站之間突步往返的乘客並不多。

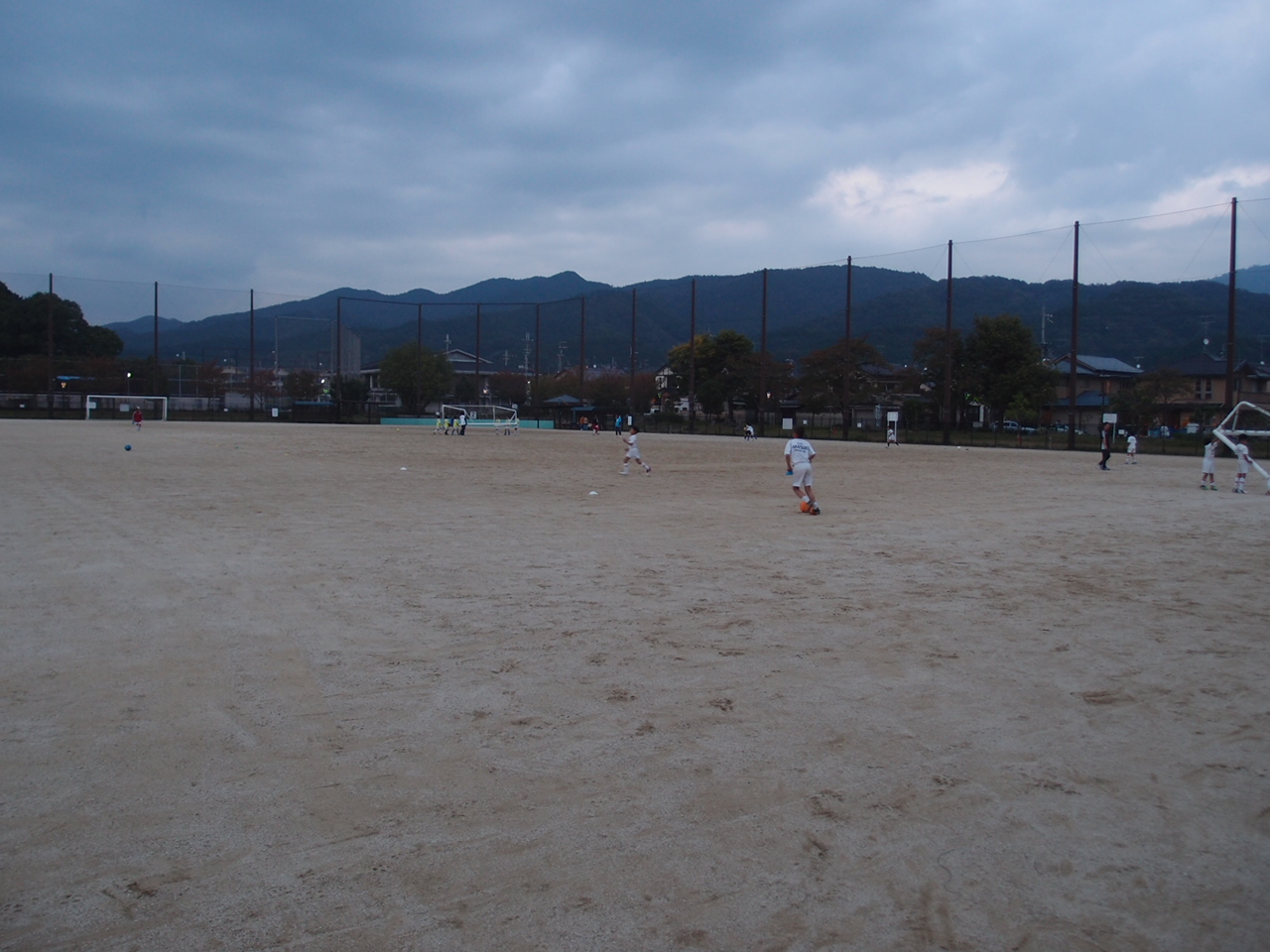
岩倉東公園球場

- 京都市立洛北中學校
- 岩倉川
- 大垣書店岩倉店
- 京都岩倉郵政局
- 京都市岩倉地域包括支援中心
- 同志社小學校

- 岩倉東公園球場

（以下約在車站西北方1.5公里處）
- 實相院
- 岩倉具視幽棲舊宅
- 大雲寺
- 石座神社

### 公車站
岩倉車站前（京都巴士）
（位在從岩倉車站往北約300公尺處和府道的交叉口附近，由於離岩倉車站有點距離，從八幡前車站或寶池車站轉乘較為便利）
- 南行1站
  - 26路:經由 長谷別、上高野 往 國際會館車站
  - 41路:經由 花園橋、高野橋東詰、出町柳車站、府立醫大（日语：京都府立医科大学）醫院、河原町三條 往 四條河原町 方向
  - 45路:經由 國際會館車站、洛北高校前、北大路車站、烏丸通 往 京都車站 方向
  - 46路:經由 國際會館車站、圓通寺道、洛北高校前 往 北大路車站 方向

- 北行2站
  - 26、41、43、45、46路:往 岩倉村松 方向

- 東行3站
  - 21路:經由 花園橋、高野橋東詰、出町柳車站、府立醫大醫院、河原町三條 往 四條河原町 方向
  - 24路:經由 長谷別、上高野 往 國際會館車站 方向
  - 29路:經由 東中町、長谷八幡宮 往 岩倉村松 方向
  - 經由 花園橋、高野玉岡町 往 高野車庫 方向

- 西行4站
  - 21、23、24路:往 岩倉實相院 方向
  - 29路:經由 岩倉下在地町 往 國際會館車站 方向

## 歷史
從戰後1958年之後的32年之內，本站是複線區間的末端，因此曾被配置了許多折返列車。之後由於複線區間被延伸至二軒茶屋車站，現在本站並沒有配置折返列車。
- 1928年（昭和3年）12月1日 開業。當時為鞍馬電氣鐵道的車站。
- 1942年（昭和17年）8月1日 由於公司合併而成了京福電氣鐵道的車站。
- 1944年（昭和19年）11月10日 包含本站、山端（現寶池）～二軒茶屋車站之間，為了向戰爭提供資源而單線化。
- 1958年（昭和33年）4月9日 寶池～本站之間再度複線化。
- 1986年（昭和61年）4月1日 由於公司的重新編制而成了叡山電鐵的車站。
- 1990年（平成2年）9月28日 本站～二軒茶屋車站之間再度複線化。
- 2006年（平成18年）4月1日 隔壁開設了京都市岩倉地域包括支援中心。因此為了無障礙化而改建成現在的結構。

## 相鄰車站
叡山電鐵
 鞍馬線
八幡前（E09）－岩倉（E10）－木野（E11）

## 外部連結
- 岩倉車站（叡山電鐵）
  - 車站資訊、車站結構圖 （页面存档备份，存于）（日語）
  - 標準發車時刻表（往貴船口、鞍馬方向）（日語）
  - 標準發車時刻表（往寶池、出町柳方向）（日語）
- 岩倉車站前公車站（京都巴士）[永久]（日語）